# 有明威
有明 威（ありあけ たけし、1987年8月28日 - ）は、日本の実業家、株式会社横森製作所代表取締役社長

## 人物・経歴
1987年8月28日生まれ。東京都出身。2010年3月、立教大学経営学部卒業。
2010年4月、阪和興業株式会社入社。2015年4月、同社退社後、株式会社横森製作所に入社。
横森製作所東京支店を経て、米国子会社YOKOMORI USA HOLDINGS CORPORATIONのDirectorとして務める。
2021年6月1日、同社専務取締役に就任。
2021年8月20日、同社代表取締役社長に就任。
横森製作所は超高層ビルの鉄骨階段で国内トップのシェアを持ち、同社の製品は「東京スカイツリー」や「あべのハルカス」をはじめ、多くの高層ビルに導入されている。